# Angelzoom (álbum)
Angelzoom es el primer álbum de estudio de Angelzoom. El álbum fue lanzado el 4 de octubre del 2004.
Contó con la colaboración de numerosos músicos, entre los que se encuentran: Apocalyptica, Roedernallee, Mila Mar, Joachim Witt, Letzte Instanz.
Además es el primer álbum como solista de Claudia Uhle, aun estando con X-Perience.

## Lista de canciones
1. "Turn The Sky" (4:46) - Girar El Cielo (Feat. Apocalyptica)
2. "Back In The Moment" (4:22) - De Vuelta En El Momento (Feat. Joachim Witt)
3. "Blasphemous Roumours" (3:20) - Rumores Blasfemos (Cover de Depeche Mode)
4. "Otium" (2:40) - Ocio
5. "Falling Leaves" (1:04) - Hojas Cayendo
6. "Guardian Angel" (3:08) - Ángel De La Guarda
7. "Crawling" (3:50) - Arrastrándome (Cover de la banda Linkin Park)
8. "Bouncing Shadows" (3:08) - Rebotantes Sombras
9. "Fairyland" (3:50) - Tierra De Hadas
10. "Dream In A Church" (2:46) - Sueño En Una Iglesia (Feat. Benni Cellini de la banda Letzte Instanz)
11. "Lights" (3:34) - Luces
12. "Newborn Sun" (3:50) Sol Recién Nacido (Feat. Milú de la banda Mila Mar)
13. "Into My Arms" (4:02) En Mis Brazos (Feat. René Siodla de Roedernallee)
14. "Christmas Dreams" (2:58) Sueños De Navidad
15. "Peace Of Mind" (6:40) Tranquilidad de Espíritu (Bonustrack)

## Invitados
- Eicca Toppinen, Paavo Lötjönen, y Perttu Kivilaakso (De Apocalyptica)  - Cellos en la canción "Turn The Sky"
- Joachim Witt - Vocal masculina (Estrofa en alemán) en la canción "Back In The Moment"
- Muttis Stolz, Benni Cellini (De la banda Letzte Instanz) - Cuerdas en las canciones "Dream In A Church", "Fairyland" y otras dos canciones.
- Anke Hachfeld (Conocida como Milú) - vocal femenina y coros en la canción "Newborn Sun"
- René Siodla (Roedernallee) - Vocal masculina en la canción "Into My Arms"

## Sencillos
- «Fairyland» (en español, Tierra de Hadas) el primer sencillo del álbum, se estrenó el 20 de septiembre de 2004. El vídeo musical se filmó en Berlín, Alemania. Dirigido por Kay Lottermoser. La canción trata sobre los errores que se perdonan, la falta de calidez de las personas haciendo que la humanidad viva como en un mundo de hadas. El vídeo es una adaptación de tres cuentos de hadas, la primera parte aparece el relato de Hansel y Gretel, la segunda parte se relata Caperucita Roja, la tercera parte se relata Blancanieves. Al final del vídeo, Claudia despierta de un sueño en un auto que viaja por el bosque, se muestra una revista en la que se anuncia el lanzamiento del proyecto.

- «Back In The Moment» (en español, De Vuelta En El Momento) fue lanzado como segundo sencillo el 24 de enero de 2005, cuenta con la colaboración de Joachim Witt, destaca además por ser la única canción de Angelzoom que hasta el momento tiene un fragmento en alemán. El vídeo fue grabado en Berlín, se muestra a Uhle y a Witt cantando por separado, con una estética muy gótica. La canción refleja el deseo profundo por volver a algún momento especial de la vida.